# Buckley River
Der Buckley River ist ein Fluss im Westen des australischen Bundesstaates Queensland und im östlichen  Northern Territory. Er führt nicht ganzjährig Wasser.

## Geographie

### Flusslauf
Der Fluss entspringt bei der Mount Kelly Mine, westlich  der Waggaboonyah Range in Queensland. Er fließt nach Südwesten, unterquert den Barkly Highway bei Flora und wird von der Pilpah Range nach Westen abgelenkt. Westlich von Old Wooroona überquert der Buckley River die Grenze zum Northern Territory und mündet bei Austral Downs in den Georgina River.

### Nebenflüsse mit Mündungshöhen
- Cattle Creek – 311 m
- Johnson Creek  – 299 m
- Inca Creek – 273 m
- Sherrin Creek – 271 m
- Engine Creek – 265 m
- Whistler Creek – 248 m[1]

### Durchflossene Seen
Der Buckley River durchfließt ein Wasserloch, das den größten Teil des Jahres mit Wasser gefüllt ist, auch wenn der Fluss selbst trocken liegt:
- Flora Waterhole – 262 m[1]